# Michaël Ciani
Michaël Ciani (París, 6 d'abril de 1984) és un exfutbolista professional francès que jugava com a defensa.
Va començar la seva carrera en 2002 amb el Championnat de France Amateurs a les files del Racing Club de Paris. Després d'una temporada es va traslladar a Bèlgica per jugar a Charleroi. Després va tornar a França per jugar a la Ligue 1 amb l'Auxerre per una temporada, però no va jugar ni un partit. Es va traslladar a Sedan, on va romandre durant un any abans d'ingressar a l'acabat d'ascendir Lorient el 2006. Després de tres anys a Lorient, va fitxar pel Girondins de Bordeus el 28 juliol de 2009. El 2015 va fitxar pel RCD Espanyol de Barcelona. Després de rescindir el contracte amb el Sporting Clube de Portugal.